# Марк Олдън
Марк Олдън (на английски: Marc Olden) е американски писател на трилъри и спортист.

## Биография
Марк Олдън е роден на 25 декември 1933 г. в Балтимор, Мериленд. Баща му е известния художник Георг Олдън, а майка му Кортейни е успешен модел и актриса. Семейството се премества през 1940 г. в Ню Йорк, когато баща му става първия художествен ръководител на новата телевизия CBS. Марк Олдън учи в Куийнс колидж, където се дипломира със степен по творческо писане и история.
Уменията на Олдън в литературата първоначално го насочват да работи на Бродуей като публицист. Същевременно започва да съставя планове и да пише книги. Прекарва месеци наред с полицията на Ню Йорк в техните разследвания, за да се запознае с фактите от извора. Контактите направени в редиците на NYPD, DEA и ФБР, и придобитите знания за света им, ще донесат автентичност на всичките му криминални романи. След няколко години на Бродуей той напуска и се отдава на писането.
Първата му книга е „Анджела Дейвис“ (1973) е документално проучване на живота на спорната активистка и „черна пантера“. След нея през 1975 г. издава и разследващата книга „Кокаин“ – за надигащата се вълна на кокаинова злоупотреба и свързаната с нея престъпност.
Първия му роман, пак от 1973 г., е „NARC“ и е началото на серия от девет романа, издадени само за три години. Главният герой е федералния агент от Службата за борба с наркотиците Джон Болт, който не се страхува да направи необходимото, за да се спре котрабандата и дейността на някои от най-големите кокаинови наркобосовете от мафията.
Едновременно през тези плодотворни години Олдън издава серия от осем романа за „Черния самурай“. В тях правосъдие раздава афроамериканеца Робърт Санд, агент на D.R.A.G.O.N. (Defense Reserve Agency Guardian Of Nations), експерт по източни бойни изкуства, обучен от стар японски майстор самурай в продължение на седем години. През 1977 г. по серията е направен филма „Черният самурай“ с участието на актьора и карате-стилист Джим Кели.
След тези две популярни серии Олдън написва трета серия от четири романа за разследващия журналист Хоторн Харкър, който е твърдо решен да разкрие истината на всяка цена. Рискувайки живота си той открива корупция в ЦРУ, религиозни култове, измами и смъртоносни операции. За третата част от серията „They’ve Killed Anna“ получава наградата „Едгар“.
Марк Олдън продължава своето творчество със самостоятелни романи и малките серии от по два романа за детектива по наркотиците Мани Декър, специалиста по бойни изкуства, ТВ репортер и детектив Франк Дипалма, и бившия наемен убиец, специалист по бойни изкуства и профсионален крадец, Саймон Бендор. Повечето от книгите му са повлияни от страстта му към източната култура, философия и бойни изкуства. Книгата му „По трябва да умре“ („Poe Must Die“) е в резултат на негово задълбочено проучване на живота и творчеството на Едгар Алън По, поради което е един от най-познатите и високо оценени романи.
Признат още в началото на своята писателска кариера, критиката казва за неговите криминални романи: „Интелигентни, напрегнати... удивително сложни („Publishers Weekly“)... чете се безпогрешно, страшно добре написано („Booklist“)... удовлетворяващо четиво („Denver post“)”. Последният му издаден роман „Призракът“ е награден през 2000 г. от Американската библиотечна асоциация.
Книгите на Олдън са достигнали широка аудитория както в САЩ, така и по целия свят. Преведени са на много езици.
Олдън отрано открива своя интерес към японските бойни изкуства и средновековната история и продължава да учи за тях през целия си живот. Има черен колан по карате и айкидо и е бил инструктор и в двете изкуства в Айкидо доджо в Манхатън. Друга негова страст е музиката, особено джаз и средновековна музика.
Марк Олдън умира на 5 септември 2003 г. в Ню Йорк от тежък перитонит. Последният му роман „The Smiler With The Knife Under The Cloak“, един необикновен роман за шпионаж в Англия точно преди избухването на Втората световна война, е оставен в ръкопис и не е издаден.

## Произведения

### Серия „Наркотик“, Джон Болт – издадена с псевдоним Робърт Хоук
1. Narc, 1973
2. Death of a Courier, 1974
3. Death List, 1974
4. The Delgado Killings, 1974
5. Kill the Dragon, 1974
6. The Beauty Kill, 1975
7. Corsican Death, 1975
8. Death Song, 1975
9. Kill for It, 1975

### Серия „Черния самурай“, Робърт Санд
1. Black Samurai (1974)
2. The Golden Kill (1974)
3. Killer Warrior (1974)
4. The Deadly Pearl (1974)
5. The Inquisition (1974)
6. The Warlock (1975)
7. Sword of Allah (1975)
8. The Katana (1975)

### Серия „Досиетата на Харкър“
1. The Harker File (1976)
2. Dead and Paid For (1976)
3. They’ve Killed Anna (1977)
4. Kill the Reporter (1978)

### Самостоятелни романи
- Wellington’s (1977)
- The Informant (1978)
- Poe Must Die (1978)
- Gossip (1979)
- Book Of Shadows (1980)
- A Dangerous Glamour (1982)
- Giri (1982) – герой детектив Мани Декър
- Gaijin (1986) – герой Саймон Бендор
- Dai-Sho (1986) – герой детектив Франк Дипалма
- Oni – The Demon (1987)
- Силата „ТЕ“, TE (1989) (в САЩ – As Sword Of Vengeance, 1990) – герой детектив Франк Дипалма
- Кисаенг, Kisaeng (1991) – герой детектив Мани Декър
- Krait (1992) – герой Саймон Бендор
- Американска полиция, Fear’s Justice, ориг. „The Exchange Students“ (1996)
- Призракът, The Ghost (1999)

### Документални книги
- Анжела Дейвис, Angela Davies (1973)
- Кокаин, Cocaine (1975)